# Alka-Seltzer
Le médicament aspirine/acide citrique/bicarbonate de sodium est un antiacide effervescent et un antidouleur commercialisé sous le nom Alka-Seltzer par Miles Laboratories. Il a été développé par Maurice Treneer, directeur en chimie à Miles, Elkhart, Indiana,. Il est indiqué contre les gênes, douleurs, inflammations, fièvres, maux de tête, pyrosis, douleurs abdominales, indigestions et gueules de bois et neutralise l'excès de suc gastrique. Il fut lancé en 1931. Une version modifiée consacrée au soulagement du rhume et de la grippe, l'Alka-Seltzer Plus, fut lancée plus tard. Une variante sans aspirine appelée « Alka-Mints » fut lancée en 1994, mais retirée du marché dès 1997.
Alka-Seltzer est actuellement possédé par Bayer AG. Son nom est communément utilisé pour désigner d'autres médicaments en vente libre sous forme de comprimés à dissolution rapide formant une solution gazeuse dans l'eau.

## Composition
Le médicament contient trois substances actives : aspirine (acide acétylsalicylique), bicarbonate de sodium (hydrogénocarbonate de sodium) et acide citrique anhydre. L'aspirine est un analgésique et un anti-inflammatoire. Le bicarbonate de sodium et l'acide citrique forment un antiacide.
La composition donnée par la notice de "l'Alka-Seltzer Original Flavour" indique la dose de 325 mg d'aspirine, les autres composés (bicarbonate et acide citrique) étant considérés comme non actifs 

## Marketing
Le produit a fait l'objet de nombreuses publicités depuis son lancement aux États-Unis, d'abord par Mikey Wiseman, scientifique de Dr Miles Medicine Company et acteur de son développement.[réf. nécessaire] La publicité imprimée fut d'abord utilisée, suivie de la radio en 1932 avec les émissions Alka-Seltzer Comedy Star of Hollywood puis National Barn Dance en 1933 entre autres. Les sponsors radiodiffusés s'arrêteront dans les années 1950 avec l'émission Alka-Seltzer Time.
Deux ans après le lancement se termina la prohibition américaine et l'Alka-Seltzer remplaça le Miles Nervine Tonic comme produit phare de l'entreprise.
En 1951, le personnage de Speedy (« rapide ») fut introduit, conçu par le directeur créatif George Pal de Wade Ad Agency et dessiné par l'illustrateur Wally Wood. En premier lieu nommé Sparky, il fut renommé « Speedy Relief » (« soulagement rapide ») par le responsable commercial Perry L. Shupert pour correspondre au thème promotionnel de cette année. Speedy apparut dans près de deux cents publicités télévisées entre 1954 et 1964. Le corps de la mascotte était composé d'un comprimé du médicament, un autre étant porté comme couvre-chef. Dans le spot original, il chantait « Relief is just a swallow away » ; dans son retour en 1978, il proclamait les vertus du produit et chantait le slogan « Plop, plop, fizz, fizz » d'une voix aiguë, jouée par l'enfant-acteur Dick Beals. En décembre 2010, une nouvelle série de spots fit appel à Speedy, remplaçant les marionnettes des années 1950 et 1960 par de l'infographie avec la voix de Debi Derryberry.

### Publicité télévisée
Les films publicitaires d'Alka-Seltzer des années 1960 et 1970 comptent parmi les plus populaires du XXe siècle avec la treizième place au Advertising Age. Certains anciens spots ont été réutilisés par Bayer pour regonfler les ventes stagnantes du produit.
Le jingle Plop-plop-fizz-fizz a été écrit par Tom Dawes, ancien membre de The Cyrkle. Julianna Margulies déclara dans plusieurs débats télévisés que son père Paul en était l'auteur, mais il n'était que le directeur de publicité de l'entreprise à l'origine du spot.
- Durant la course à l'espace du début des années 1960 et avant le succès de la mission Apollo 11, un spot montrait Speedy dans une combinaison spatiale.
- Buster Keaton apparut avec la version animée de Speedy dans une série de spots dans les années 1950. Speedy était doublé par Dick Beals. La mascotte fut réutilisée pour un des spots Plop, plop, fizz, fizz en 1978[11].
- George Raft joua dans le spot de 1969.
- Un spot des années 1960 animé par R.O. Blechman montre un homme et son estomac, doublé par Gene Wilder, assis face à face à une table dans un débat modéré par leur médecin en voix off[8].
- Une série de spots du milieu des années 1960 utilisait une chanson intitulée No Matter What Shape Your Stomach's In. Une version fut enregistrée par the T-Bones et parue en single, qui connut un grand succès en 1966.
- Dans un spot de 1969, un acteur nommé Jack, joué par Jack Somack[12], tourne une publicité pour un produit fictif. Les multiples prises sont ruinées par des interruptions incongrues (comme le comédien Ronny Graham faisant tomber le clap)[13].
- Un spot de 1970 montre un couple de jeune mariés dans leur chambre (joués par Alice Playten et Terry Kiser).
- Un spot de 1971 utilisait la phrase « Try it, you'll like it! », réinterprétée par Kathy Griffin in 2006[8].
- En 1972, l'acteur Milt Moss se plaignait, sa femme (Lynn Whinic) suivant par des commentaires sarcastiques[8]. Ce spot fut repris en 2005 par Peter Boyle et Doris Roberts, de la sitcom Everybody Loves Raymond[8].
- Sammy Davis, Jr. enregistra deux versions du jingle Plop Plop Fizz Fizz en 1978, l'une dite « big band » étant utilisée dans les sports. Les deux versions big band et rock possédaient des paroles légèrement différentes (au moins une strophe différente à la fin de chacune) écrites par Tom Dawes, ancien chanteur dans le groupe The Cyrkle qui avait écrit les paroles originales.
- En 2009, la marque apparut dans un spot soutenant l'équipe de ski américaine incluant la skieuse alpine Lindsey Vonn et le skieur de combiné nordique Bill Demong. Des figurines miniatures de Speedy accompagnaient chacun des athlètes.

## Culture populaire
Dans sa chanson J'habite en France, Michel Sardou cite la marque : « Y en a qui pensent que le champagne / Sort des gargouilles de Notre-Dame / Et qu'entre deux Alka-Seltzer / On s'balade la culotte en l'air ».
La chanson Supersonic du groupe Oasis mentionne l'Alka-Seltzer comme un produit que certains utiliseraient pour se droguer. En effet, un couplet contient les paroles suivantes : « I know a girl called Elsa / She's into Alka Seltzer / She sniffs it through a cane on a supersonic train » (« Je connais une fille qui s'appelle Elsa / Elle adore l'Alka Seltzer / Elle en sniffe avec une paille dans un train supersonique »).
La chanson Alka Seltzer du groupe de hip-hop Svinkels vante les mérites de ce produit pour soigner les gueules de bois.
Dans l’épisode d'Amicalement vôtre, Take Seven, Dany Wilde qui visite Maguy qui se réveille difficilement d’une soirée animée lui sert comme elle le demande un Alka Seltzer. 
Dans la série Mad Men, l'Alka Seltzer est mentionné au moins une fois, comme par exemple, dans la saison 1, épisode 5, où Betty dit à Don Draper : « Je pense qu'il y a de l'Alka Seltzer dans la cuisine » .
Dans le film L'Arme fatale (1987), à la 42e minute, on peut voir une publicité à la télé pour l'Alka Seltzer. « Dès que vous sentez que le dîner ne va pas passer, appelez Alka Seltzer à la rescousse, votre estomac vous remerciera… ».